# Persone di nome Corey
| Questa pagina contiene informazioni ricavate automaticamente dalle voci biografiche con l'ausilio del template Bio e di un bot. L'aggiornamento è periodico e automatico e ricostruisce completamente la pagina. Se manca una persona in questa lista, sei pregato di non aggiungerla, ma accertati piuttosto che la sua voce biografica contenga il template Bio e che i dati anagrafici siano correttamente compilati. Se il template Bio manca, inseriscilo tu stesso o, in alternativa, metti l'avviso {{tmp\|Bio}} che ne segnala la mancanza. Se i dati riportati sono sbagliati, correggi direttamente la voce biografica; le modifiche saranno visibili in questa lista entro pochi giorni. Per chiarimenti vedi il progetto antroponimi. La lista contiene solo le 73 persone che sono citate nell'enciclopedia e per le quali è stato implementato correttamente il template Bio. Pagina aggiornata al 16 ott 2024. |

Questa è una lista di persone presenti nell'enciclopedia che hanno il prenome Corey, suddivise per attività principale.

## Allenatori di pallacanestro(2)
- Corey Brewer, allenatore di pallacanestro e ex cestista statunitense (Portland, n. 1986)
- Corey Gaines, allenatore di pallacanestro e ex cestista statunitense (Los Angeles, n. 1965)

## Artisti marziali misti(1)
- Corey Anderson, artista marziale misto statunitense (Rockford, n. 1989)

## Attori(11)
- Corey Carrier, attore statunitense (Middleborough, n. 1980)
- Corey Cott, attore e cantante statunitense (Columbus, n. 1990)
- Corey Feldman, attore statunitense (Los Angeles, n. 1971)
- Corey Fogelmanis, attore statunitense (Thousand Oaks, n. 1999)
- Corey Haim, attore canadese (Toronto, n. 1971 - Burbank, † 2010)
- Corey Hawkins, attore statunitense (Washington, n. 1988)
- Corey Johnson, attore statunitense (New Orleans, n. 1961)
- Corey Parker, attore statunitense (New York, n. 1965)
- Corey Reynolds, attore statunitense (Richmond, n. 1974)
- Corey Sevier, attore canadese (Ajax, n. 1984)
- Corey Stoll, attore statunitense (New York, n. 1976)

## Autori di giochi(1)
- Corey Konieczka, autore di giochi statunitense

## Calciatori(3)
- Corey Ashe, ex calciatore statunitense (Virginia Beach, n. 1986)
- Corey Baird, calciatore statunitense (Poway, n. 1996)
- Corey Gameiro, ex calciatore australiano (Port Kembla, n. 1993)

## Cantanti(4)
- Corey Glover, cantante e attore statunitense (New York, n. 1964)
- Corey Hart, cantante e polistrumentista canadese (Montréal, n. 1962)
- Corey Kent, cantante statunitense (Bixby, n. 1994)
- Corey Taylor, cantante, musicista e imprenditore statunitense (Des Moines, n. 1973)

## Cestisti(17)
- Corey Albano, ex cestista statunitense (New York, n. 1975)
- Corey Allen, ex cestista statunitense (Nashville, n. 1971)
- Corey Allmond, ex cestista statunitense (Oxon Hill, n. 1988)
- Corey Beck, ex cestista statunitense (Memphis, n. 1971)
- Corey Benjamin, ex cestista statunitense (Compton, n. 1978)
- Corey Brewer, ex cestista statunitense (West Memphis, n. 1975)
- Jae Crowder, cestista statunitense (Villa Rica, n. 1990)
- Corey Davis, cestista statunitense (Lafayette, n. 1997)
- Corey Hawkins, ex cestista e allenatore di pallacanestro statunitense (Filadelfia, n. 1991)
- Corey Johnson, cestista canadese (Ottawa, n. 1996)
- Corey Kispert, cestista statunitense (Edmonds, n. 1999)
- Corey Maggette, ex cestista statunitense (Melrose Park, n. 1979)
- Corey Sanders, cestista statunitense (Lakeland, n. 1997)
- Corey Santee, ex cestista statunitense (Flint, n. 1983)
- Corey Smith, ex cestista statunitense (Houston, n. 1983)
- Corey Webster, cestista neozelandese (Auckland, n. 1988)
- Corey Williams, ex cestista e allenatore di pallacanestro statunitense (Twiggs, n. 1970)

## Doppiatori(1)
- Corey Burton, doppiatore statunitense (San Fernando Valley, n. 1955)

## Giocatori di baseball(3)
- Corey Kluber, giocatore di baseball statunitense (Birmingham, n. 1986)
- Corey Knebel, giocatore di baseball statunitense (Denton, n. 1991)
- Corey Seager, giocatore di baseball statunitense (Charlotte, n. 1994)

## Giocatori di football americano(20)
- Corey Ballentine, giocatore di football americano giamaicano (Montego Bay, n. 1996)
- Corey Bojorquez, giocatore di football americano statunitense (Bellflower, n. 1996)
- Corey Brown, giocatore di football americano statunitense (Filadelfia, n. 1991)
- Corey Clement, giocatore di football americano statunitense (Glassboro, n. 1992)
- Corey Coleman, ex giocatore di football americano statunitense (Dallas, n. 1994)
- Corey Davis, ex giocatore di football americano statunitense (Chicago, n. 1995)
- Corey Dillon, ex giocatore di football americano statunitense (Seattle, n. 1974)
- Corey Fuller, giocatore di football americano statunitense (Baltimora, n. 1990)
- Corey Graham, giocatore di football americano statunitense (Buffalo, n. 1985)
- Corey Lemonier, giocatore di football americano statunitense (Hialeah, n. 1991)
- Corey Linsley, giocatore di football americano statunitense (Youngstown, n. 1991)
- Corey Liuget, giocatore di football americano statunitense (Miami, n. 1990)
- Corey Moore, giocatore di football americano statunitense (Griffin, n. 1993)
- Corey Nelson, giocatore di football americano statunitense (Dallas, n. 1992)
- Corey Peters, giocatore di football americano statunitense (Pittsburgh, n. 1988)
- Corey Simon, ex giocatore di football americano e politico statunitense (Pompano Beach, n. 1977)
- Corey Smith, giocatore di football americano statunitense (Richmond, n. 1979 - Clearwater, † 2009)
- Corey Webster, giocatore di football americano statunitense (Vacherie, n. 1982)
- Corey White, giocatore di football americano statunitense (Dunwoody, n. 1990)
- Corey Wootton, giocatore di football americano statunitense (Rutherford, n. 1987)

## Golfisti(1)
- Corey Pavin, golfista statunitense (Oxnard, n. 1959)

## Hockeisti su ghiaccio(2)
- Corey Crawford, hockeista su ghiaccio canadese (Montréal, n. 1984)
- Corey Perry, hockeista su ghiaccio canadese (n. 1985)

## Pallavolisti(1)
- Corey Chavers, pallavolista statunitense (West Hollywood, n. 1997)

## Rapper(3)
- C-Murder, rapper e attore statunitense (New Orleans, n. 1971)
- Cormega, rapper statunitense (Brooklyn, n. 1976)
- Raekwon, rapper statunitense (New York, n. 1970)

## Registi(1)
- Corey Yuen, regista, attore e produttore cinematografico cinese (Hong Kong, n. 1950 - Canada, † 2022)

## Rugbisti a 15(1)
- Corey Flynn, rugbista a 15 neozelandese (Invercargill, n. 1981)

## Tiratrici a volo(1)
- Corey Cogdell, tiratrice a volo statunitense (Palmer, n. 1986)